# Primetime-Emmy-Verleihung 1969
Die 21. Emmy-Verleihung fand am 8. Juni 1969 im Santa Monica Civic Auditorium in Santa Monica, Kalifornien, USA statt. Die Zeremonie wurde von Bill Cosby und Merv Griffin moderiert.

## Hauptkategorien

### Dramaserie
(Outstanding Dramatic Series)
* NET Playhouse (NET)
- Der Chef (Ironside) (NBC)
- Der Strafverteidiger (Judd For The Defense) (ABC)
- Kobra, übernehmen Sie (Mission: Impossible) (CBS)
- FBI (The F.B.I.) (ABC)
- The Name of the Game (NBC)

### Comedyserie
(Outstanding Comedy Series)
* Mini-Max oder die unglaublichen Abenteuer des Maxwell Smart (Get Smart) (NBC)
- Verliebt in eine Hexe (Bewitched) (ABC)
- Lieber Onkel Bill (Family Affair) (CBS)
- Julia (Julia) (NBC)
- Der Geist und Mrs. Muir (The Ghost and Mrs. Muir) (NBC)

### Drama
(Outstanding Dramatic Program)
* Hallmark Hall of Fame (Teacher, Teacher) (NBC)
- A Midsummer Night's Dream (CBS)
- Heidi kehrt heim (Heidi) (NBC)
- Kobra, übernehmen Sie (Episode: Die Todeszelle) (Mission: Impossible) (Episode: The Execution) (CBS)
- Talking To A Stranger NET Playhouse (NET)
- CBS Playhouse (Episode: The People Next Door) (CBS)

## Hauptdarsteller

### Hauptdarsteller in einer Drama-Serie
(Outstanding Continued Performance by an Actor in a Leading Role in a Dramatic Series)
* Carl Betz als Clinton Judd in Der Strafverteidiger (Judd For The Defense)
- Raymond Burr als Robert T. Ironside in Der Chef (Ironside)
- Martin Landau als Rollin Hand in Kobra, übernehmen Sie (Mission: Impossible)
- Peter Graves als James Phelps in Kobra, übernehmen Sie (Mission: Impossible)
- Ross Martin als Artemus Gordon in Verrückter wilder Westen (The Wild, Wild West)

### Hauptdarsteller in einer Comedy-Serie
(Outstanding Continued Performance by an Actor in a Leading Role in a Comedy Series)
* Don Adams als Maxwell Smart in Mini-Max oder die unglaublichen Abenteuer des Maxwell Smart (Get Smart)
- Brian Keith als Onkel Bill Davis in Lieber Onkel Bill (Family Affair)
- Lloyd Nolan als Dr. Morton Chegley in Julia (Julia)
- Edward Mulhare als Capt. Daniel Gregg in Der Geist und Mrs. Muir (The Ghost and Mrs. Muir)

### Hauptdarsteller (Einzelleistung)
(Outstanding Single Performance by an Actor in a Leading Role)
* Paul Scofield als Sir Emlyn Bowen in Male of the Species Prudential's On Stage
- David McCallum als Hamilton Cade in Hallmark Hall of Fame (Episode: Teacher, Teacher)
- Ossie Davis als Charles Carter in Hallmark Hall of Fame (Episode: Teacher, Teacher)
- Bill Travers als Crichton in Hallmark Hall of Fame (Episode: The Admirable Crichton)

### Hauptdarstellerin in einer Drama-Serie
(Outstanding Continued Performance by an Actress in a Leading Role in a Dramatic Series)
* Barbara Bain als Cinnamon Carter in Kobra, übernehmen Sie (Mission: Impossible)
- Joan Blondell als Lottie Hatfield in Here Comes the Brides
- Peggy Lipton als Julie Barnes in Twen-Police (The Mod Squad)

### Hauptdarstellerin in einer Comedy-Serie
(Outstanding Continued Performance by an Actress in a Leading Role in a Comedy Series)
* Hope Lange als Carolyn Muir in Der Geist und Mrs. Muir (The Ghost and Mrs. Muir)
- Elizabeth Montgomery als Samantha Stephens in Verliebt in eine Hexe (Bewitched)
- Barbara Feldon als Agent 99 in Mini-Max oder die unglaublichen Abenteuer des Maxwell Smart (Get Smart)
- Diahann Carroll als Julia Baker in Julia (Julia)

### Hauptdarstellerin (Einzelleistung)
(Outstanding Single Performance by an Actress in a Leading Role)
* Geraldine Page als Miss Sook in The Thanksgiving Visitor
- Lee Grant als Kay Gould in Der Strafverteidiger (Judd For The Defense) (Episode: The Gates of Cerberus)
- Anne Baxter als Betty-Jean Currier in The Name of the Game (Episode: The Bobbie Currier Story)

## Nebendarsteller

### Nebendarsteller in einer Serie
(Outstanding Continued Performance by an Actor in a Supporting Role in a Series)
* Werner Klemperer als Oberst Wilhelm Klink in Ein Käfig voller Helden (Hogan's Heroes)
- Greg Morris als Barney Collier in Kobra, übernehmen Sie (Mission: Impossible)
- Leonard Nimoy als Mr. Spock in Raumschiff Enterprise (Star Trek)

### Nebendarsteller (Einzelleistung)
(Outstanding Single Performance by an Actor in a Supporting Role)
nicht vergeben
- Ned Glass als  Sol Cooper in Julia (Julia) (Episode: A Little Chicken Soup Never Hurt Anybody)
- Billy Schulman als Freddie Putnam in Hallmark Hall of Fame (Episode: Teacher, Teacher)
- Hal Holbrook als Chancellor Graham in The Bold Ones: The Lawyers (Episode: The Whole World is Watching)

### Nebendarstellerin in einer Serie
(Outstanding Continued Performance by an Actress in a Supporting Role in a Series)
* Susan Saint James als Peggy Maxwell in The Name of the Game
- Agnes Moorehead in Endora in Verliebt in eine Hexe (Bewitched)
- Barbara Anderson als Officer Eve Whitfield in Der Chef (Ironside)

### Nebendarstellerin (Einzelleistung)
(Outstanding Single Performance by an Actress in a Supporting Role)
* Anna Calder-Marshall als Mary McNeil in Male of the Species Prudential's On Stage
- Nancy Kovack als Bret Nicols in Mannix (Episode: Sie kam mit der Flut) Mannix (Episode: The Girl Who Came In With The Tide)
- Irene Hervey als Beatrice Brady in Meine drei Söhne (My Three Sons) (Episode: The O’Casey Scandal)
- Pamela Brown als Lady Brocklehurst in Hallmark Hall of Fame (Episode: The Admirable Crichton)

## Regie

### Regie bei einer Dramaserie
(Outstanding Directorial Achievement in Drama)
* David Green für CBS Playhouse (Episode: The People Next Door) (CBS)
- Paul Bogart für CBS Playhouse (Episode: Secrets) (CBS)
- Fielder Cook für Hallmark Hall of Fame (Episode: Teacher, Teacher) (NBC)

### Regie bei einer Comedyserie, Varieté oder Musik
(Outstanding Directorial Achievement in Comedy, Variety or Music)
* Greg Garrison für The Dean Martin Show (Episode vom 17. Oktober 1968) (NBC)
- Gordon W. Wiles für Rowan and Martin's Laugh-In (Episode vom 3. Februar 1969) (NBC)
- Bill Hobin für The Bill Cosby Special (NBC)

## Drehbuch

### Drehbuch für eine Dramaserie
(Outstanding Writing Achievement in Drama)
* JP Miller für CBS Playhouse (Episode: The People Next Door) (CBS)
- Allan Sloane für Hallmark Hall of Fame (Episode: Teacher, Teacher) (NBC)
- Ellen M. Violett für CBS Playhouse (Episode: The Experiment) (CBS)